# Cleora onycha
Cleora onycha là một loài bướm đêm trong họ Geometridae.